# Раучтаун (Пенсільванія)
Раучтаун (англ. Rauchtown) — переписна місцевість (CDP) в США, в округах Клінтон і Лайкомінг штату Пенсільванія. Населення — 722 особи (2020).

## Географія
Раучтаун розташований за координатами 41°7′40″ пн. ш. 77°14′34″ зх. д. / 41.12778° пн. ш. 77.24278° зх. д. (41.127754, -77.242858).  За даними Бюро перепису населення США в 2010 році переписна місцевість мала площу 4,62 км², з яких 4,62 км² — суходіл та 0,01 км² — водойми.

## Демографія
Згідно з переписом 2010 року, у переписній місцевості мешкало 726 осіб у 278 домогосподарствах у складі 210 родин. Густота населення становила 157 осіб/км².  Було 289 помешкань (62/км²).
Расовий склад населення:
| - 99,0 % — білих - 0,6 % — чорних або афроамериканців - 0,1 % — азіатів |

До двох чи більше рас належало 0,1 %. Частка іспаномовних становила 0,3 % від усіх жителів.
За віковим діапазоном населення розподілялося таким чином: 24,9 % — особи молодші 18 років, 61,2 % — особи у віці 18—64 років, 13,9 % — особи у віці 65 років та старші. Медіана віку мешканця становила 42,9 року. На 100 осіб жіночої статі у переписній місцевості припадало 107,4 чоловіків;  на 100 жінок у віці від 18 років та старших — 102,6 чоловіків також старших 18 років.
Середній дохід на одне домашнє господарство  становив 59 531 долар США (медіана — 54 338), а середній дохід на одну сім'ю — 64 484 долари (медіана — 60 833). За межею бідності перебувало 7,0 % осіб, у тому числі 8,7 % дітей у віці до 18 років та 1,8 % осіб у віці 65 років та старших.
Цивільне працевлаштоване населення становило 343 особи. Основні галузі зайнятості: освіта, охорона здоров'я та соціальна допомога — 21,9 %, виробництво — 18,7 %, будівництво — 12,0 %, сільське господарство, лісництво, риболовля — 10,8 %.